# 9 O’Clock Gun
Die 9 O’Clock Gun (Neun-Uhr-Kanone) ist eine Zeitsignaluhr im Südosten des Stanley Parks in Vancouver, die jeden Abend um 21 Uhr (9 p.m.) abgefeuert wird. Der Vorderlader wird dazu bereits im Laufe des Tages mit Schwarzpulver geladen. Einige Sekunden bevor der Schuss abgegeben wird, geht ein Warnlicht an. Dieses erlischt wenige Sekunden nach dem Schuss wieder.

## Geschichte

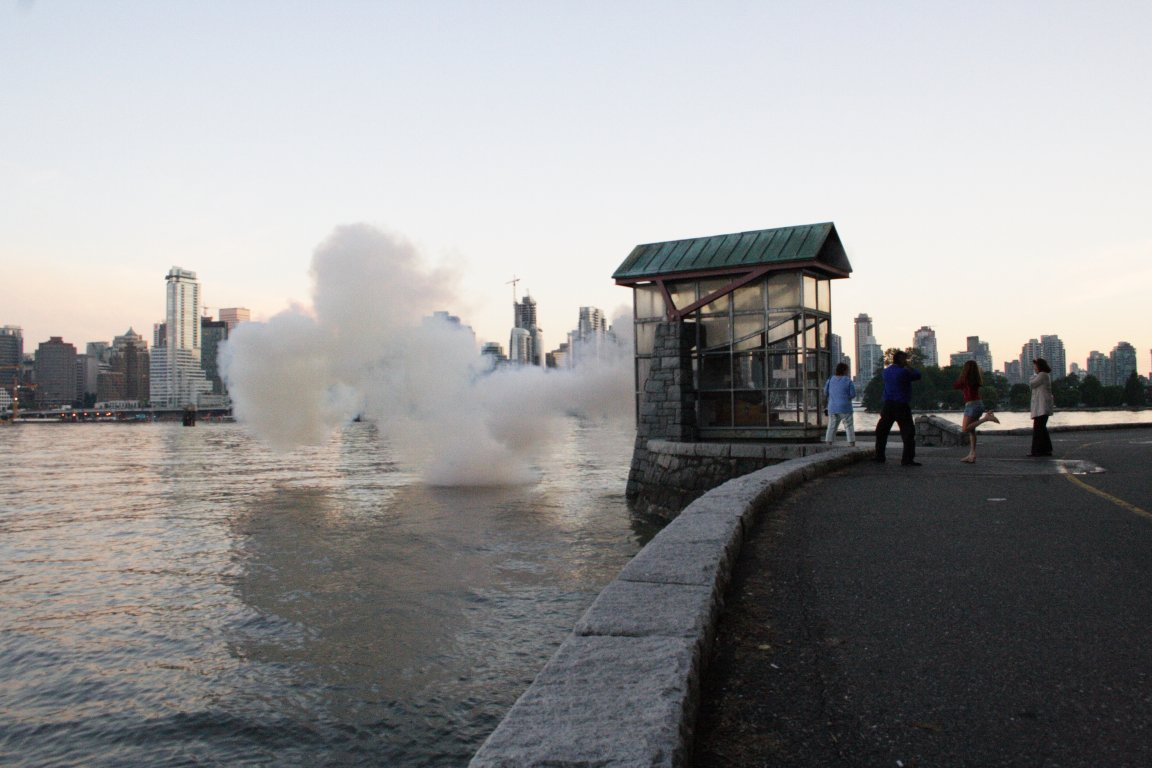
Die 9 O’Clock Gun nach dem Feuern

Die Kanone wurde 1816 im Royal Arsenal im englischen Woolwich gegossen und 1894 nach Vancouver gebracht. Dort wurde sie nahe Brockton Point aufgestellt und erstmals am 15. Oktober 1898 abgefeuert. Nachdem sie zu Beginn noch um 18 Uhr (6 p.m.) als Zeitsignal für die Fischer abgefeuert wurde, wird sie inzwischen jeden Abend um 21 Uhr elektrisch gezündet. In ihrer langen Geschichte als Zeitsignal sind nur fünf Unterbrechungen des Betriebs bekannt:
- während des Zweiten Weltkriegs
- 1969, als sie gestohlen wurde
- 2007 während eines Streiks

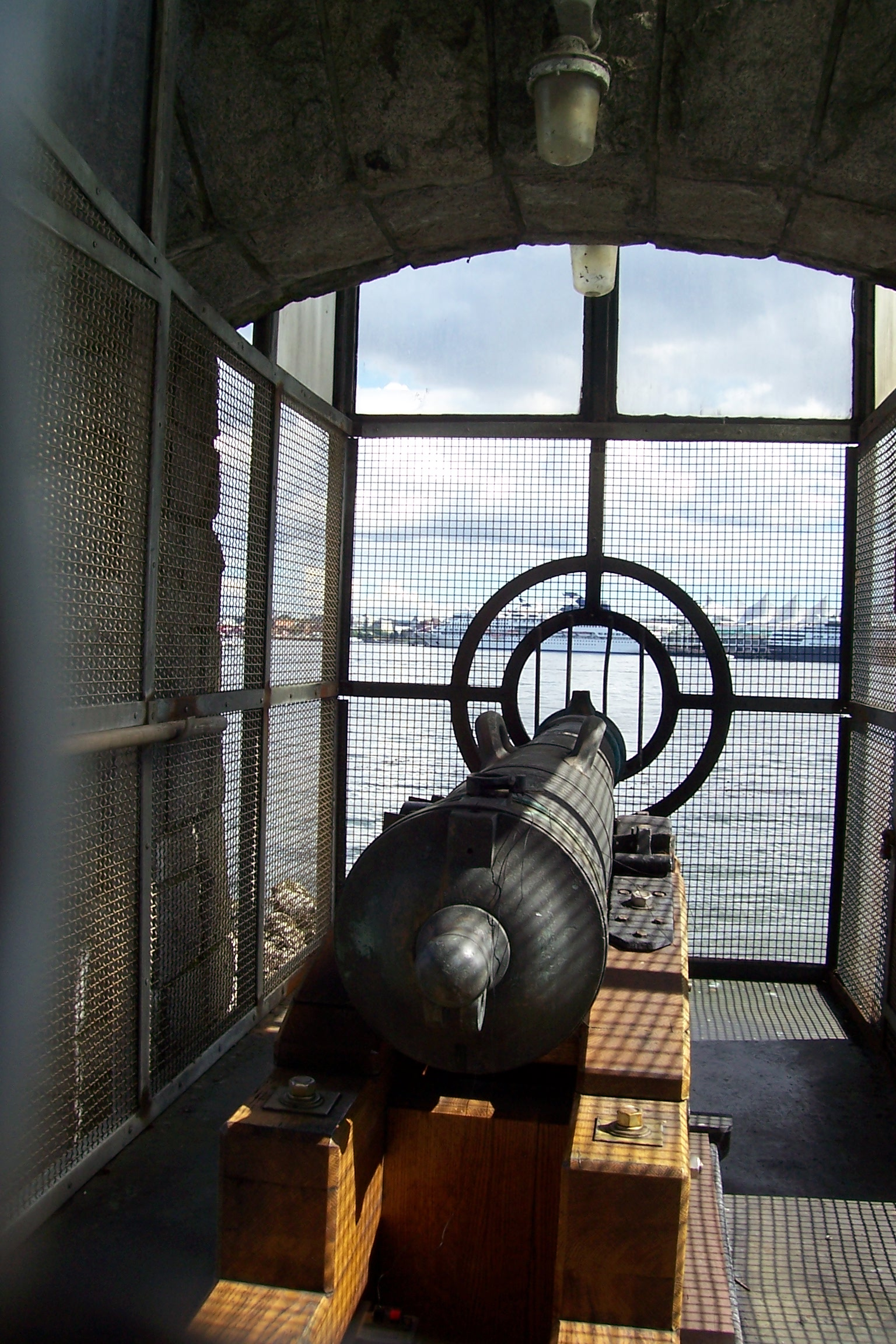
Die Kanone

- 2008, als sie von Studenten rot angestrichen wurde
- am 20. Mai 2011 ohne Begründung

Auf Grund des Diebstahls 1969 wurde die bis dahin freistehende Kanone mit dem heutigen Schutzkäfig umgeben.